# Bohousová
Bohousová (německy Bouschow) je vesnice a část obce Záchlumí v okrese Ústí nad Orlicí. Prochází tudy železniční trať Týniště nad Orlicí – Letohrad. Bohousová je také název katastrálního území o rozloze 4,98 km².

## Historie
První písemná zmínka o vesnici pochází z roku 1543.

## Pamětihodnosti
- Zvonička v Bohousové při č.p. 67.

## Osobnosti
- Alois Krčmář (1887–1961), malíř a grafik